# Belloy-en-Santerre

Belloy-en-Santerre este o comună în departamentul Somme, Franța. În 2009 avea o populație de 170 de locuitori.